# Коритко Еміль Станіславович
Еміль Антоні Коритко (пол. Emil Antoni Korytko, 7 вересня 1813, с. Жежава, тепер Зелений Гай, Заліщицький район, Тернопільська область, Україна — 31 січня 1839, Любляна, тепер Словенія) — польський науковець, один із перших дослідників етнографії та фольклору словенського народу.

## Біографія
Народився у с. Жежава (нині — Зелений Гай) біля Заліщик. Походив із полонізованого руського шляхетського роду Коритків. Його батько Йосиф Станіслав Коритко був власником маєтків у селах Жежава та Рожанівка. Мати — Рудольфіна з Рубчинських.
Вивчав філософію у Львівському університеті.
За деякими даними, був учасником листопадового повстання (1830—1831). Активний учасник польського конспіративного руху в Галичині.
1837 — внаслідок доносу був заарештований австрійською поліцією за підозрою в друкуванні нелеґальної літератури в друкарні Оссолінеуму. Після тривалого слідства був разом з Богуславом Городинським за вироком суду висланий на поселення до Любляни (тоді центр провінції Крайна).
Оселившись у Любляні у впливового місцевого адвоката Блажа Кробата, одруженого з полькою, домівка якого була осередком словенського національного руху, Коритко швидко ввійшов у місцеве інтелектуальне середовище. Зокрема, подружився з Франце Прешерном, якого вважають найвидатнішим класиком словенської літератури. Познайомившися з учасниками ілірійського руху, став його палким прихильником.
Невдовзі почав збирати місцевий фольклор, вивчати словенську етнографію. 23 червня 1838 опублікував звернення до словенців (Der freuden des Slaventhums in Krain), у якому закликав збирати словенську національну спадщину. У своєму питальнику з 12 пунктів просив респондентів надсилати йому інформацію про життя і побут місцевого населення: обряди, танці, музику, забобони, природні прикмети, магію, народну медицину, символіку, пісні, казки, оповіді, народний одяг і домашній побут.

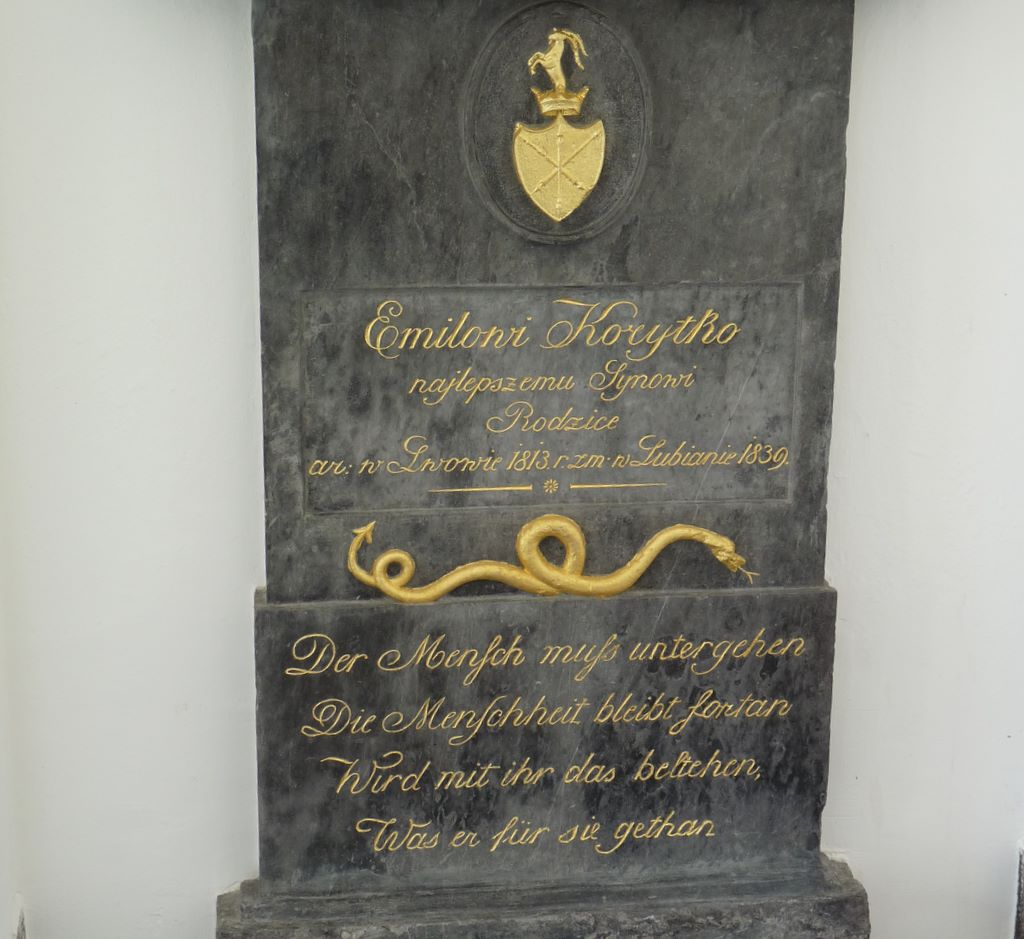
Надгробок Еміля Коритка на цвинтарі Нав'є (Любляна)

На основі зібраних матеріалів видав розвідку, присвячену словенській народній культурі — Ein Wort über das Volkslied in Krain (була опублікована в 1838 в часопису Ost und West як проспект майбутньої ширшої праці). Його етнографічна колекція стала основою відділу народного вбрання люблінського музею «Rudolphinum».
Найціннішою працею Коритка є Sloveńske pésni krajnskiga naroda («Словенські пісні країнського народу»), видана в 5 томах у 1839–1844 після його смерті.
Передчасно пішов із життя, захворівши на тиф. Похований у Любляні, на цвинтарі Нав'є. 10 січня 1839 стараннями батьків отримав дозвіл повернутись додому.
У сучасній Словенії високо цінують доробок Коритка, його «Словенські пісні країнського народу» регулярно перевидають, біографію вивчають у школах. У Любляні є вулиця Korytkova, названа так на честь Еміля Коритка.